# Kaple Panny Marie Bolestné (Soběslav)
Kaple svaté Panny Marie Bolestné se nachází uprostřed lesa Svákova, asi jeden kilometr na západ od Soběslavi v nadmořské výšce 443 m n. m.

## Historie
V dubnu roku 1763 přišel do Soběslavi generál Jan Theodor Rouvroy. Byl velitelem dělostřeleckého pluku, který tehdy sídlil ve městě. Již roku 1758 vstoupil do rakouských služeb a vyznamenal se ve válkách s Pruskem. V roce 1761 obdržel řád Marie Terezie, stal se polním zbrojmistrem a účastnil se turecké války jako velitel dělostřelectva. Ihned po příjezdu do města se ubytoval ve Favotovském domě (bývalý hotel Slunce na náměstí) a na doporučení místních obyvatel najal pro sebe a svoji choť od města Soběslav svákovský revír. Pravil, že je to hlavně kvůli odpočinku a zdraví jeho manželky, kterou trápila dlouhou dobu zimnice. Žádné léčebné metody a rady lékařů jí do té doby nepomáhaly. Pobyt v příjemném Svákově, pramenitá voda a svěží lesní vzduch však způsobily, že se nemocná paní uzdravila. Ovlivněna tímto zázračným vyléčením přestoupila z luteránské církve ke katolické. Její muž dal vedle studánky na znamení díků, postavit dřevěnou kapličku a pořídit větší obraz Panny Marie Bolestné.

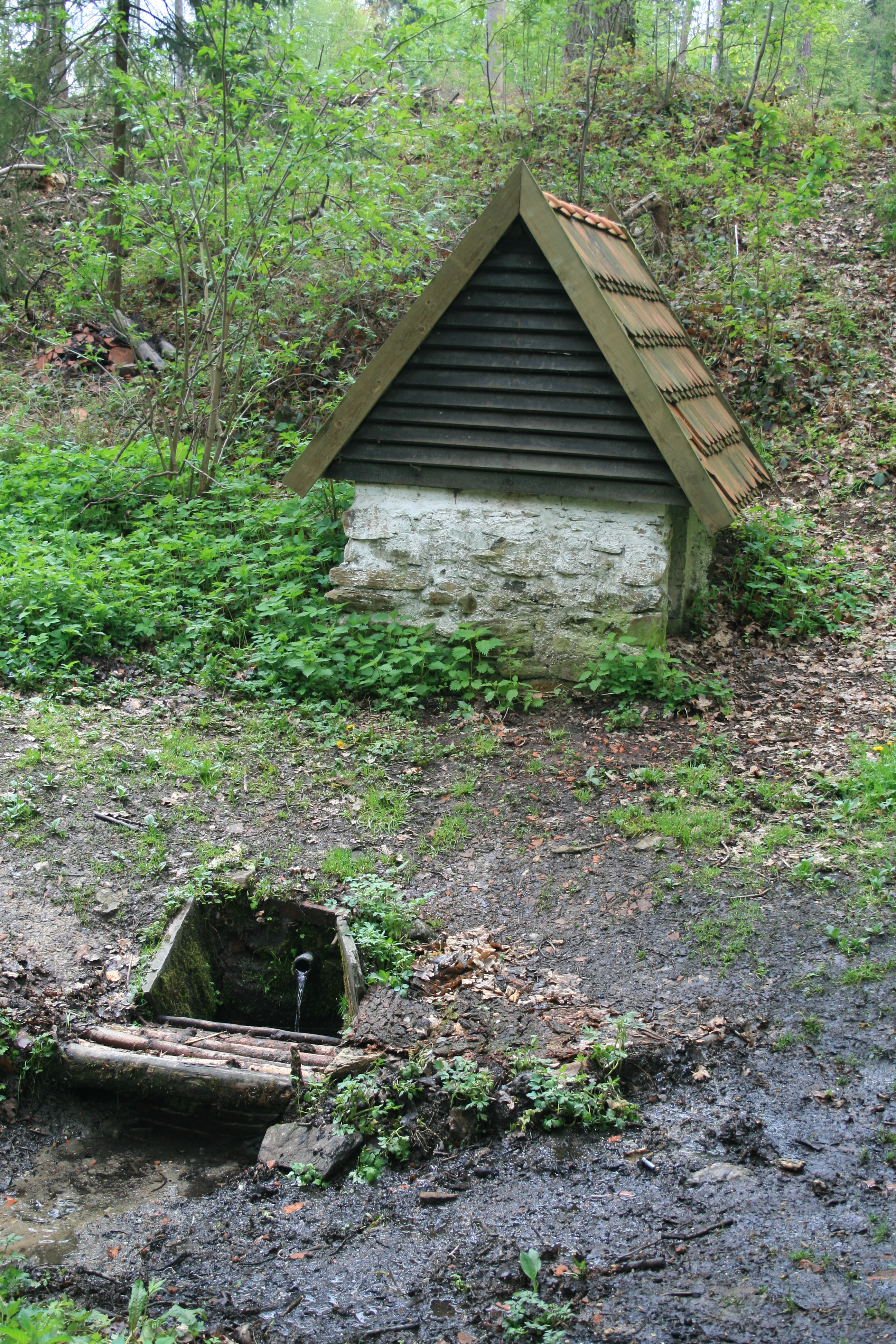
Studánka

### Současná podoba kaple
Dne 9. července 1865 byl položen základní kámen stavby nové kaple Panny Marie Bolestné. Stavba trvala dva roky a již roku 1867 byla nová kaple vysvěcena soběslavský děkanem Martinem Novákem. V roce 1900 přistavěl mistr František Roubal zvonici. V roce 1939 byla kaple opravena a byl zde umístěn nový oltář od Břetislava Kafky
z Červeného Kostelce, do něj byl vložen původní obraz Panny Marie Bolestné. Poslední rekonstrukce byla provedena
v roce 1999, kdy byla vyměněna střecha.

## Křížová cesta
V roce 2017 byla vybudována křížová cesta, která začíná u kříže nad kempem a končí u kaple Panny Marie Bolestné. Tvoří ji 14 zastavení ve formě reliéfů vytesaných do kamenných balvanů. Je dílem mladého sochaře Martina Mikuly.

## Svákovská studánka
V blízkosti od kaple se nachází studánka s pitnou vodou. Potůček vyvěrá na Svákově z nitra země tisíce let. Spolu s dešťovými vodami odnáší drobný materiál do řeky Lužnice. Výsledkem je erozní rýha, která v těchto místech rozděluje svákovský kopec. Studánka se nachází jen několik desítek metrů od valů tehdejšího hradiště. Její voda byla už v 7. století používána původními osadníky Svákova. Dodnes je známým a uznávaným poutním místem. V prostředí okolo studánky a nedaleké kaple se odehrává děj pohádkové knížky Miroslava Krejči o Strašidýlku Doudlu.

## Pověsti
V obsahu dopisu soběslavského měšťana a krupaře Antonína Kopeckého, adresovaného tehdejšímu děkanovi Janu Hoslerovi, se dozvídáme, že někdy na začátku druhé poloviny 18. století vyhořel ve Vestci dvůr vzdálený od Svákova půl hodiny. Opravu stavení prováděl jistý tesař z Nedvědic, který při pobíjení střechy šindelem náhle oslepl. Podle pověsti v noci ve spánku dostal vnuknutí. Měl jít do nedalekého lesa Svákova a u studánky hledat obrázek Panny Marie. Ten měl uctít, Pannu Marii poprosit o přímluvu a vodou ze studánky si vymýt oči. Tesař tak v doprovodu své dcery opravdu učinil a vodou ze svákovského pramene vyléčil svůj nemocný zrak. Z vděčnosti pověsil u studánky na mohutnou jedli obrázek Panny Marie.

## Galerie

Kaple Panny Marie Bolestné a okolí
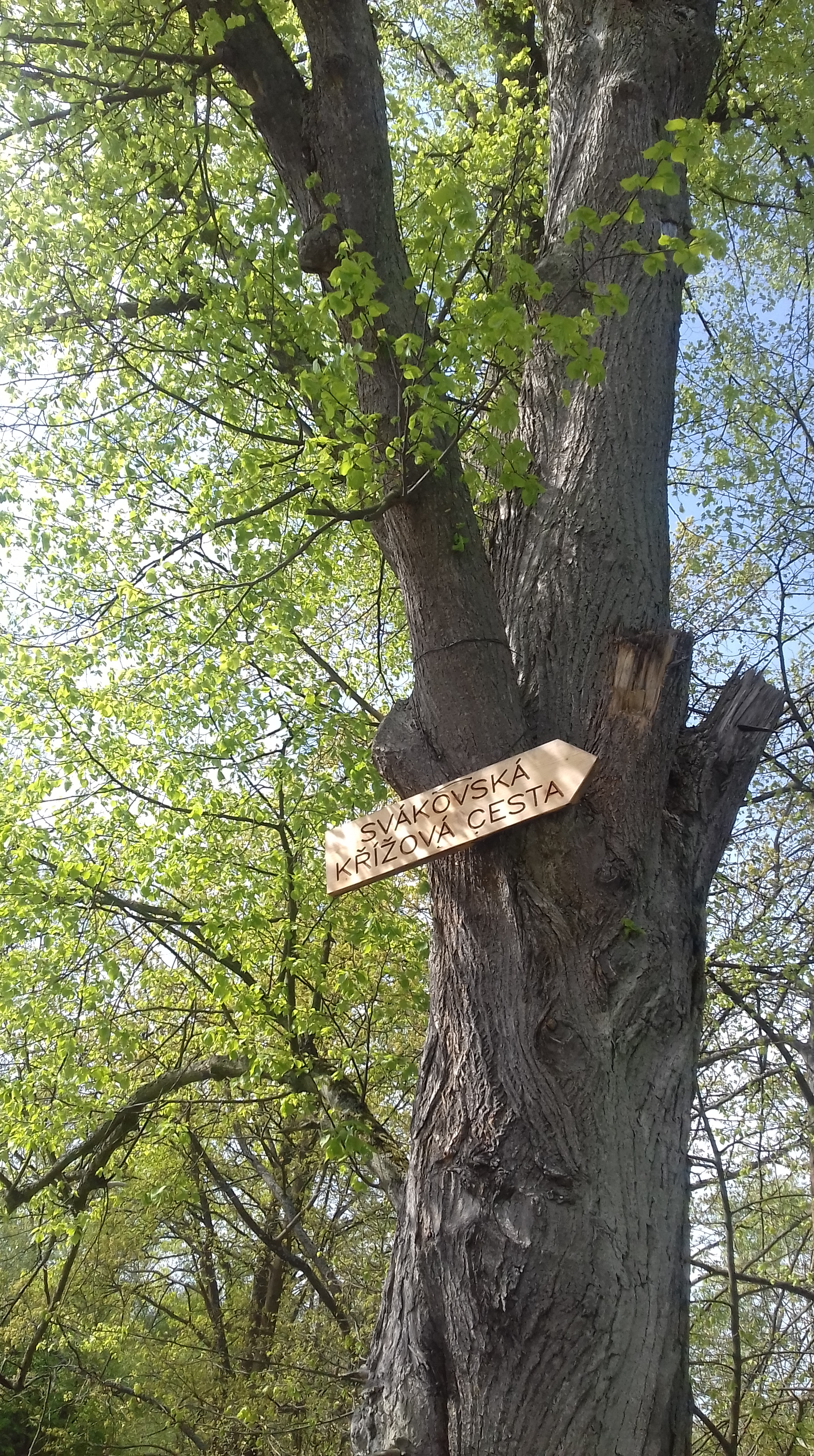
Ukazatel ke křížové cestě ke kapli
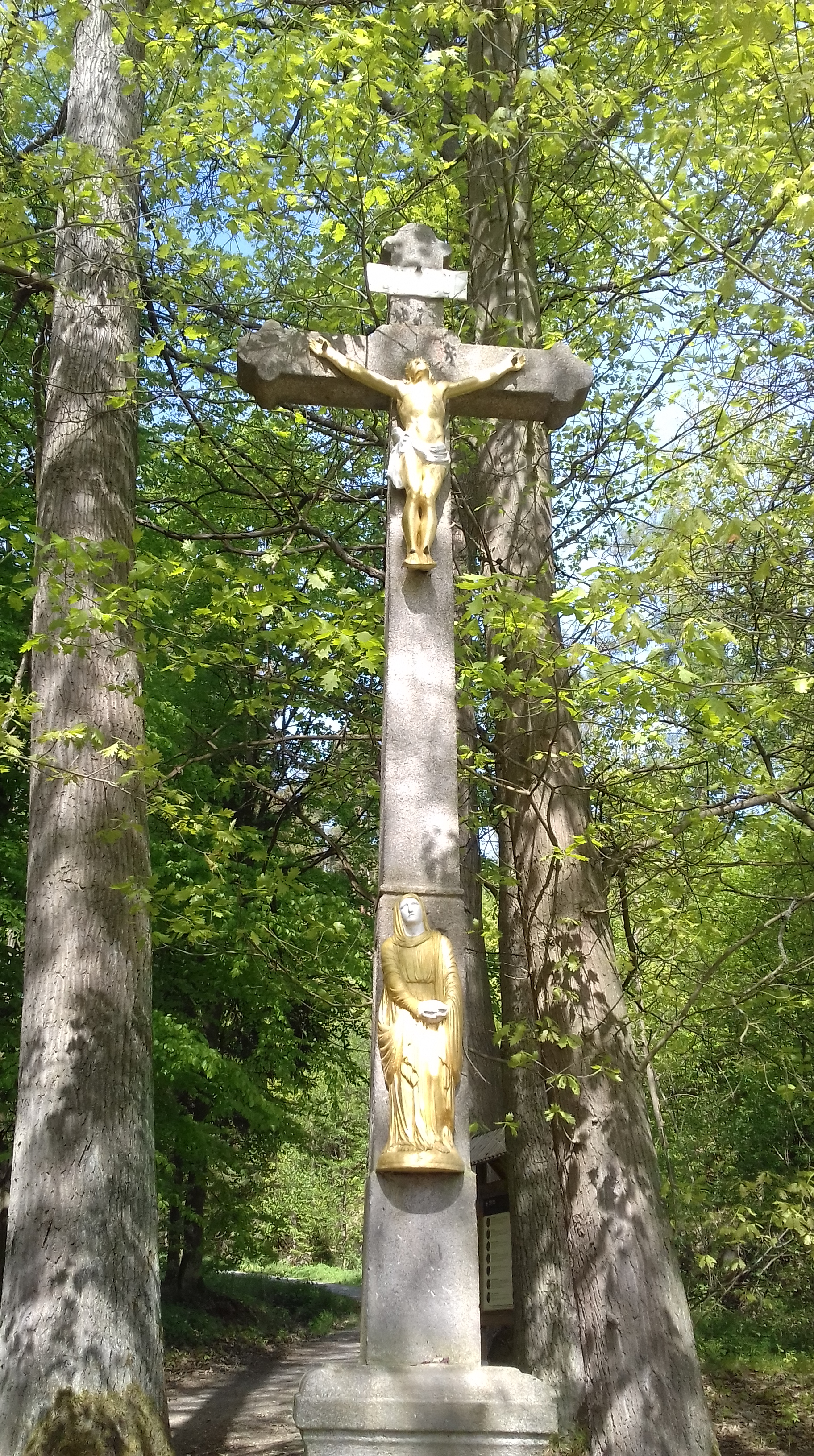
Kříž na začátku křížové cesty ke kapli
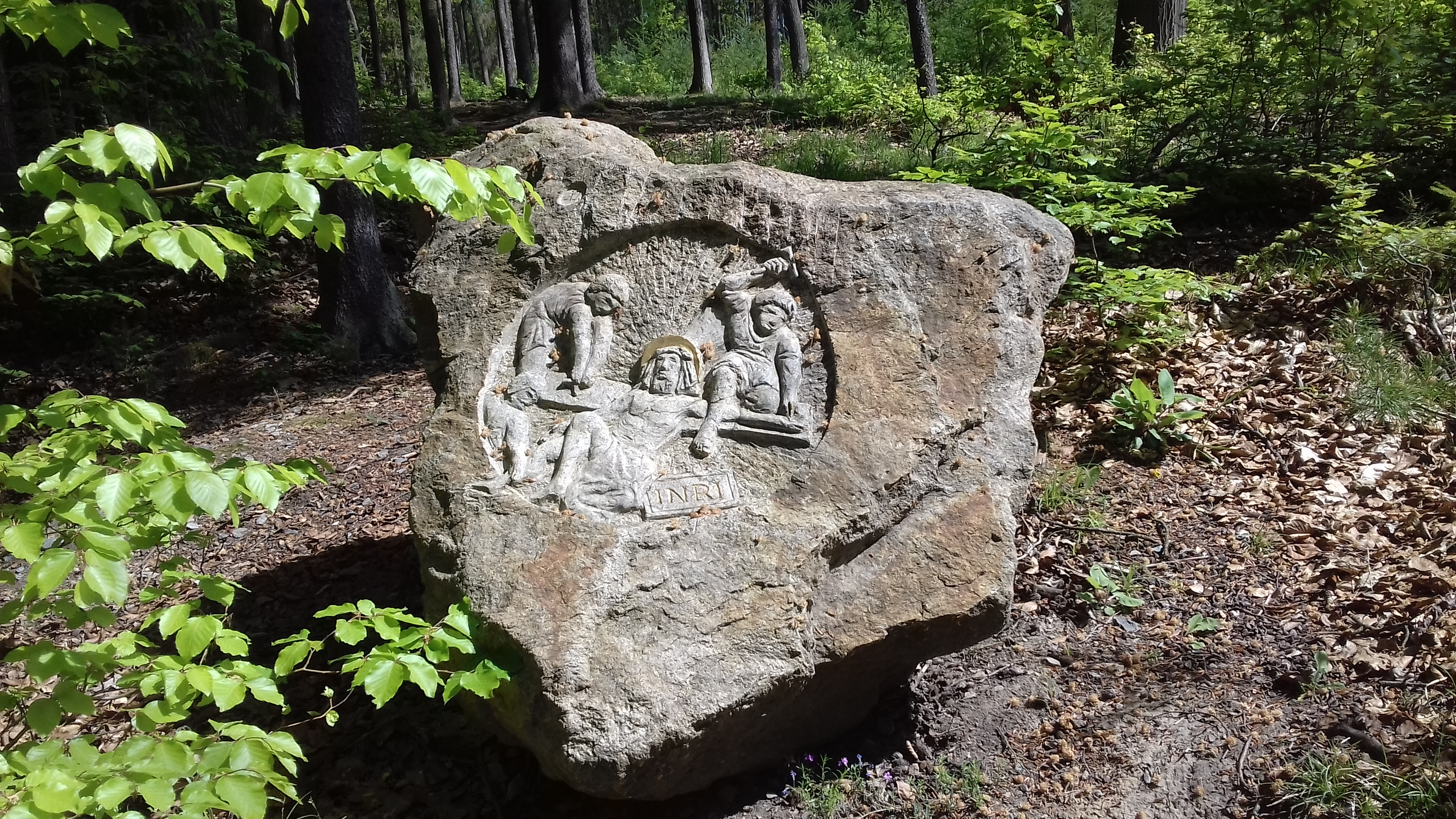
Jedno ze zastavení na křížové cestě ke kapli
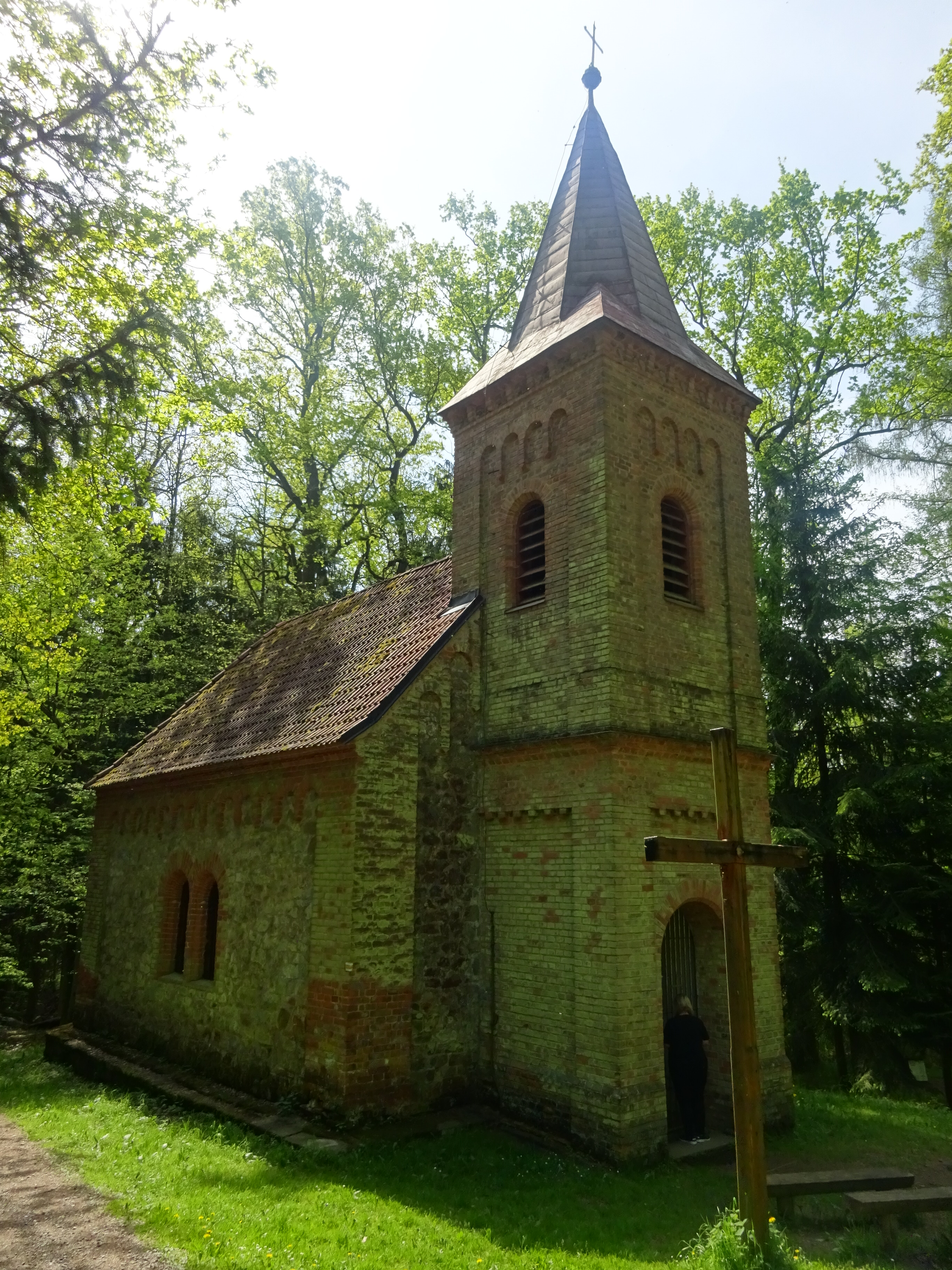
Kaple Panny Marie Bolestné s křížem
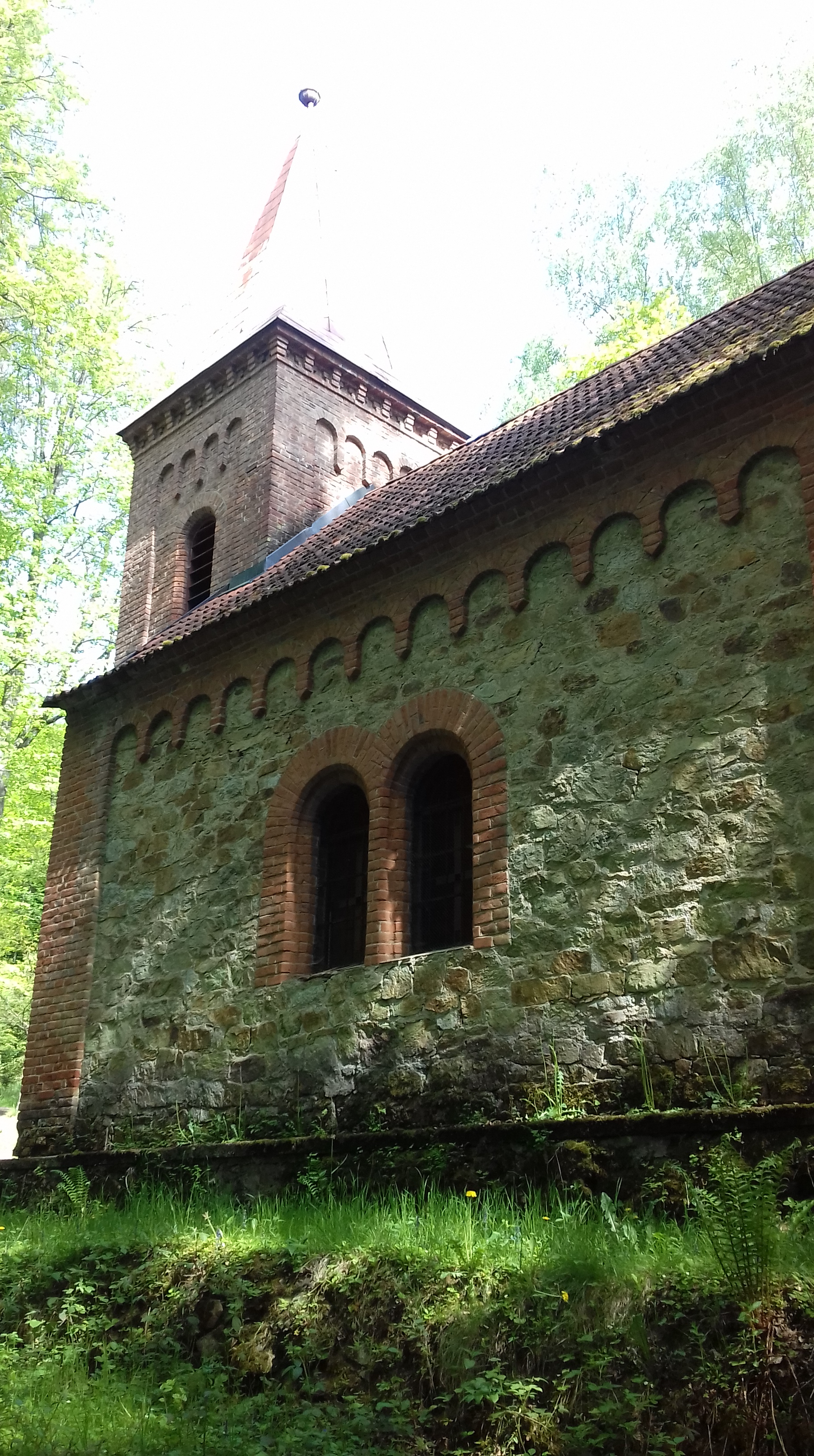
Kaple Panny Marie Bolestné ve směru od studánky
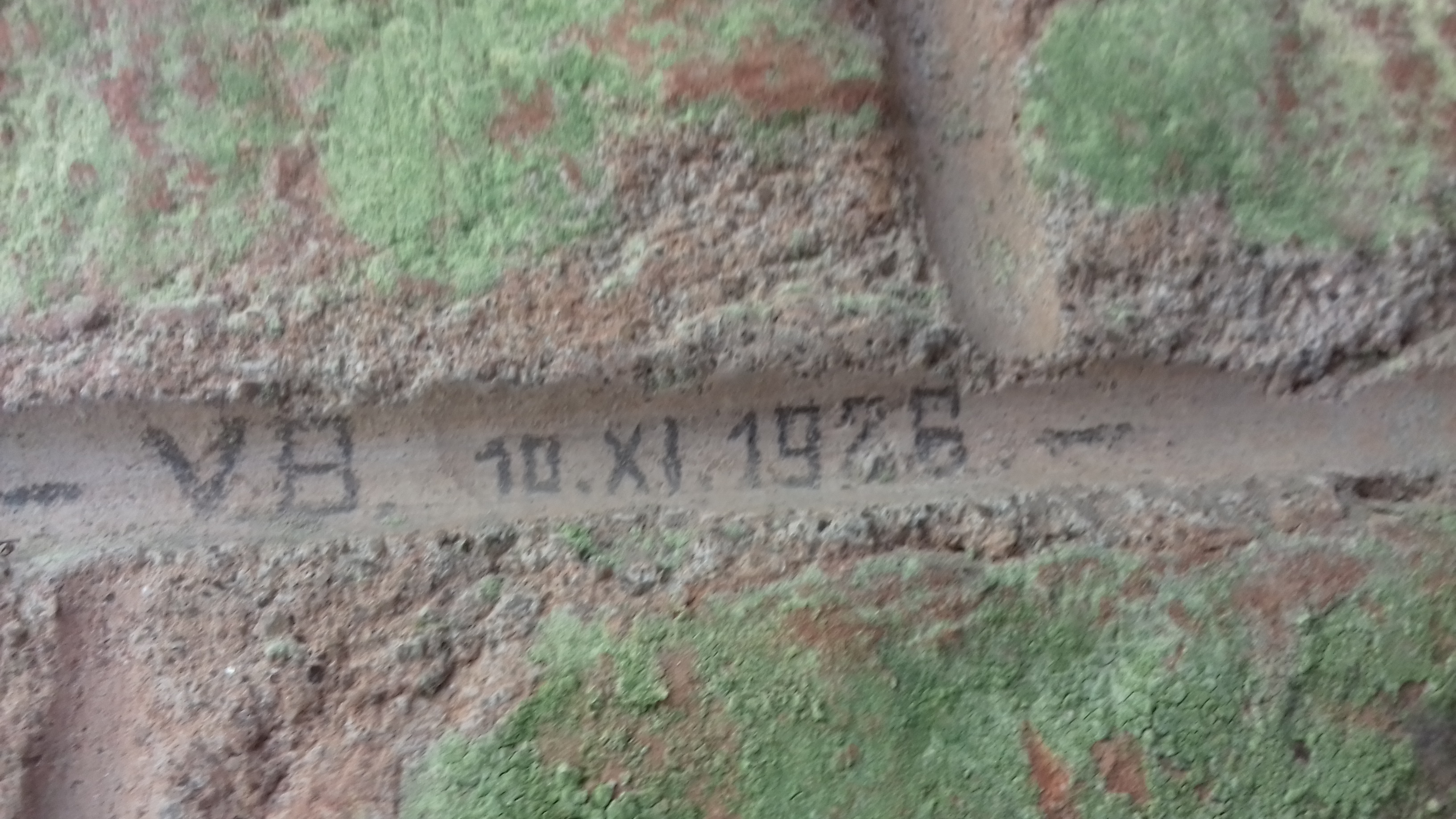
Starý nápis vyrytý ve vchodu do kaple
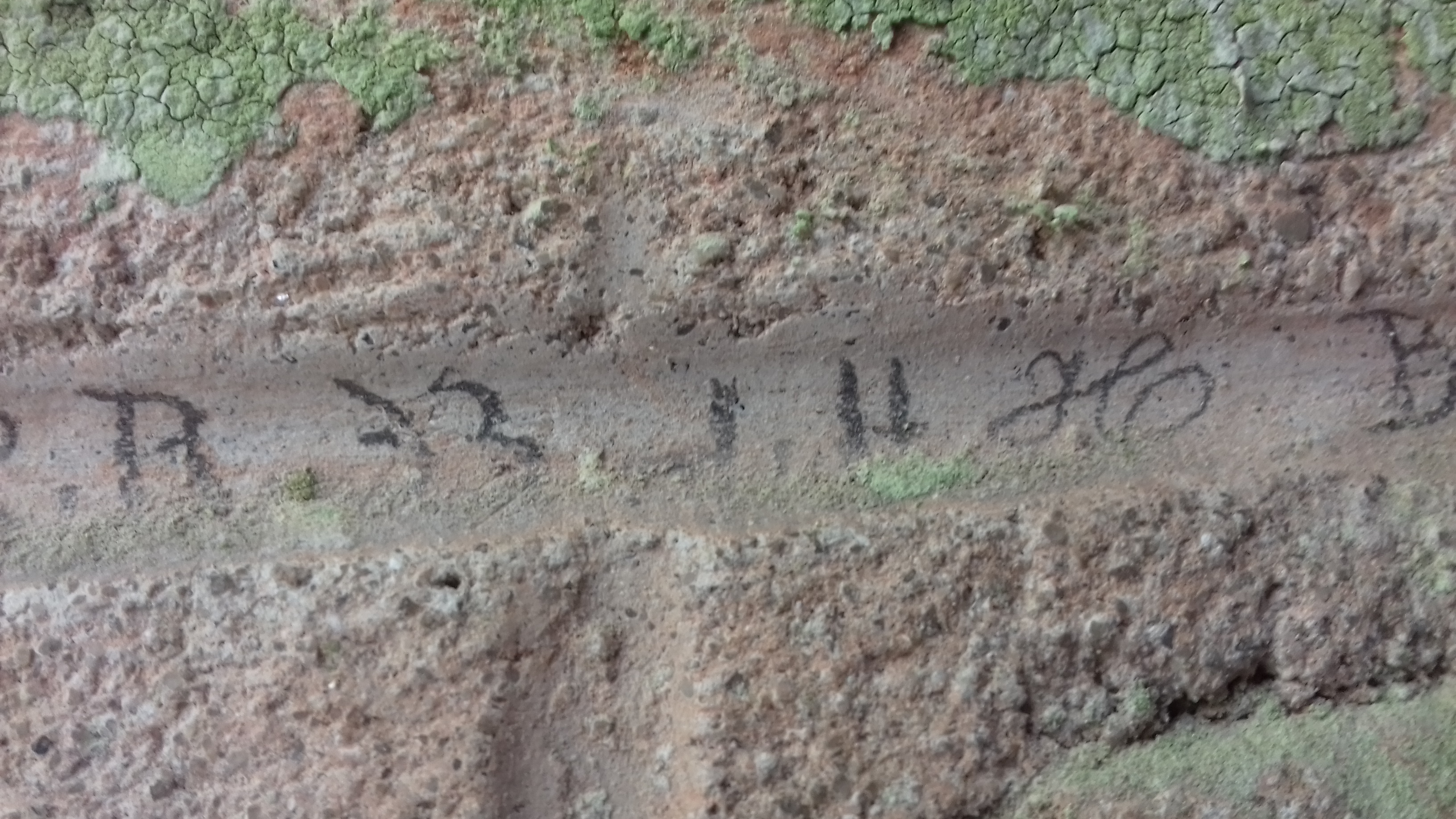
Starý nápis vyrytý ve vchodu do kaple